# Чатаньєр (Луїзіана)
Чатаньєр (англ. Chataignier) — селище (англ. village) в США, в окрузі Еванджелін штату Луїзіана. Населення — 259 осіб (2020).

## Географія
Чатаньєр розташований за координатами 30°34′10″ пн. ш. 92°19′1″ зх. д. / 30.56944° пн. ш. 92.31694° зх. д. (30.569570, -92.316831).  За даними Бюро перепису населення США в 2010 році селище мало площу 1,63 км², уся площа — суходіл.

## Демографія
Згідно з переписом 2010 року, у селищі мешкали 364 особи в 146 домогосподарствах у складі 109 родин. Густота населення становила 224 особи/км².  Було 188 помешкань (116/км²).
Расовий склад населення:
| - 53,3 % — чорних або афроамериканців - 44,0 % — білих |

До двох чи більше рас належало 2,5 %. Частка іспаномовних становила 1,4 % від усіх жителів.
За віковим діапазоном населення розподілялося таким чином: 27,2 % — особи молодші 18 років, 60,7 % — особи у віці 18—64 років, 12,1 % — особи у віці 65 років та старші. Медіана віку мешканця становила 37,0 року. На 100 осіб жіночої статі у селищі припадало 91,6 чоловіків;  на 100 жінок у віці від 18 років та старших — 94,9 чоловіків також старших 18 років.
Середній дохід на одне домашнє господарство  становив 36 616 доларів США (медіана — 28 250), а середній дохід на одну сім'ю — 49 855 доларів (медіана — 46 458). За межею бідності перебувало 30,6 % осіб, у тому числі 26,4 % дітей у віці до 18 років та 33,3 % осіб у віці 65 років та старших.
Цивільне працевлаштоване населення становило 128 осіб. Основні галузі зайнятості: освіта, охорона здоров'я та соціальна допомога — 23,4 %, роздрібна торгівля — 19,5 %, сільське господарство, лісництво, риболовля — 12,5 %, будівництво — 10,9 %.